# Mengerskirchen
Mengerskirchen est une municipalité allemande située dans l'arrondissement de Limbourg-Weilbourg et dans le land de la Hesse.